# Harun Sulimani
Harun Sulimani (* 3. August 1991 in Wels) ist ein österreichischer Fußballspieler albanischer Abstammung.

## Karriere
Sulimani begann seine Karriere beim WSC Hertha Wels. 2001 wechselte er zum ESV Wels. 2003 kam er in die Jugend der SV Ried, bei der er später auch in der Akademie spielte. Zur Saison 2007/08 wechselte er in die Akademie des FC Red Bull Salzburg, kehrte jedoch bereits im Oktober 2007 in die Rieder Akademie zurück.
Zur Saison 2009/10 wechselte er zum Regionalligisten Wiener Sportklub. Im August 2009 debütierte er in der Regionalliga, als er am zweiten Spieltag jener Saison gegen den SC Zwettl in der Startelf stand und in der 54. Minute durch Daniel Gröss ersetzt wurde. In jenem Spiel, das die Wiener mit 5:0 gewannen, erzielte Sulimani die ersten beiden Treffer. Bis Saisonende kam er zu 25 Regionalligaeinsätzen für die Wiener, in denen er fünf Tore erzielte.
Zur Saison 2010/11 wechselte er zum FC Blau-Weiß Linz. Mit den Linzern konnte er hinter den Amateuren des LASK in jener Saison Vizemeister der Regionalliga Mitte werden und sich somit für die Relegation um die zweite Liga qualifizieren. In dieser besiegte man nach einem Sieg und einer Niederlage die WSG Wattens im Elfmeterschießen und fixierte somit den Aufstieg. Sulimani absolvierte in der Aufstiegssaison 29 Spiele in der Regionalliga und erzielte dabei sieben Tore, in der Relegation kam er in beiden Spielen zum Einsatz. Nach dem Aufstieg debütierte er im Juli 2011 in der zweiten Liga, als er am fünften Spieltag der Saison 2011/12 gegen den SKN St. Pölten in der 84. Minute für Stefan Rabl eingewechselt wurde. Im April 2012 erzielte er bei einem 2:0-Sieg gegen den Wolfsberger AC sein erstes Tor in der zweithöchsten Spielklasse. Die zweite Saison in der zweiten Liga beendete er mit dem Verein auf dem letzten Tabellenrang, durch den Zwangsabstieg des FC Lustenau 07 qualifizierte man sich jedoch noch für die Relegation. In dieser verlor man jedoch beide Spiele gegen den SC-ESV Parndorf 1919. In den zwei Jahren in der zweithöchsten Spielklasse absolvierte Sulimani 42 Spiele, in denen er sieben Tore erzielte. Auch nach dem Abstieg blieb er dem Verein noch erhalten und absolvierte in der Saison 2013/14 22 Regionalligaspiele, in denen er acht Tore machte.
Nach vier Jahren in der oberösterreichischen Landeshauptstadt wechselte er zur Saison 2014/15 nach Deutschland zum Regionalligisten Wacker Burghausen. In seinem halben Jahr bei Burghausen absolvierte er neun Spiele in der Regionalliga Bayern, in denen er zwei Tore erzielte. Im Jänner 2015 kehrte er wieder nach Österreich zurück und wechselte zum Regionalligisten Union Vöcklamarkt. Zu Saisonende musste er mit dem Verein als Vorletzter aus der Regionalliga absteigen, auf einen Nichtabstiegsplatz fehlten zehn Punkte. Bis zum Abstieg kam Sulimani in 13 Regionalligaspielen zum Einsatz und erzielte dabei vier Tore.
Nach dem Abstieg wechselte er zur Saison 2015/16 zum SV Wallern. Zu Saisonende musst er mit Wallern allerdings, wie bereits in der Vorsaison mit Vöcklamarkt, als Vorletzter aus der Regionalliga absteigen. Insgesamt absolvierte er bis zum Abstieg 26 Spiele für den Verein in der Regionalliga und erzielte dabei sieben Tore. Zur Saison 2016/17 wechselte er zum Regionalligaaufsteiger SV Grieskirchen. Für Grieskirchen absolvierte er jedoch nur fünf Spiele in der Regionalliga. Nach einem halben Jahr verließ er den Verein wieder und wechselte zum viertklassigen WSC Hertha Wels, bei dem er seine Karriere einst begonnen hatte. 2018 konnte er mit Wels als Vizemeister der OÖ Liga in die Regionalliga aufsteigen. Sulimani kam in der Aufstiegssaison zu 27 Einsätzen in der OÖ Liga, in denen er sieben Treffer erzielte.
Im Oktober 2018 wurde er im Duell gegen den Grazer AK beim Stand von 1:1 in der 80. Minute von einem Grazer Fan attackiert und zu Boden gebracht. Dadurch wurde das Spiel abgebrochen und die Welser bekamen einen 3:0-Sieg am grünen Tisch zugesprochen.

## Persönliches
Seine beiden Brüder Emin (* 1986) und Benjamin (* 1988) waren beide ebenfalls im Profifußball aktiv. Emin absolvierte über 150 Spiele in der Bundesliga, Benjamin kam zu jeweils über 100 Spielen in der Bundesliga und in der zweiten Liga.